# WHL Plus-Minus Award
WHL Plus-Minus Award je hokejová trofej udělovaná každoročně hokejistovi juniorské ligy Western Hockey League, který zvítězí v bodování +/-.

## Držitelé WHL Plus-Minus Award
| Sezóna  | Jméno                                     | Tým                                    | +/- |
| ------- | ----------------------------------------- | -------------------------------------- | --- |
| 2013/14 | Colten Martin                             | Kelowna Rockets                        | +61 |
| 2012/13 | Nicolas Petan                             | Portland Winterhawks                   | +68 |
| 2011–12 | Mark Stone Brendan Shinnimin Zachary Yuen | Brandon Wheat Kings Tri-City Americans | +45 |
| 2010–11 | Stefan Elliott                            | Saskatoon Blades                       | +62 |
| 2009–10 | Colby Robak                               | Brandon Wheat Kings                    | +56 |
| 2008–09 | Paul Postma                               | Calgary Hitmen                         | +67 |
| 2007–08 | Greg Scott                                | Seattle Thunderbirds                   | +40 |
| 2006–07 | Jonathon Blum                             | Vancouver Giants                       | +37 |
| 2005–06 | Paul Albers                               | Vancouver Giants                       | +38 |
| 2004–05 | James Cherewyk                            | Kootenay Ice                           | +39 |
| 2003–04 | Andrew Ladd                               | Calgary Hitmen                         | +39 |
| 2002–03 | Matthew Spiller                           | Seattle Thunderbirds                   | +50 |
| 2001–02 | Matt Hubbauer                             | Regina Pats                            | +37 |
| 2000–01 | Jim Vandermeer                            | Red Deer Rebels                        | +49 |
| 1999–00 | Kenton Smith                              | Calgary Hitmen                         | +65 |
| 1998–99 | Pavel Brendl                              | Calgary Hitmen                         | +68 |
| 1997–98 | Andrew Ference                            | Portland Winter Hawks                  | +75 |
| 1996–97 | Peter Schaefer                            | Brandon Wheat Kings                    | +57 |
| 1995–96 | Hugh Hamilton                             | Spokane Chiefs                         | +59 |
| 1994–95 | Darren Ritchie                            | Brandon Wheat Kings                    | +64 |
| 1993–94 | Mark Wotton                               | Saskatoon Blades                       | +66 |
| 1992–93 | Mark Wotton                               | Saskatoon Blades                       | +47 |
| 1991–92 | Dean McAmmond                             | Prince Albert Raiders                  | +56 |
| 1990–91 | Frank Evans                               | Spokane Chiefs                         | +72 |
| 1989–90 | Len Barrie                                | Kamloops Blazers                       | +87 |
| 1988–89 | Darren Stolk                              | Medicine Hat Tigers                    | +40 |
| 1987–88 | Mark Recchi                               | Kamloops Blazers                       | +77 |
| 1986–87 | Rob Brown                                 | Kamloops Blazers                       | +55 |